# Hirsvogelsaal

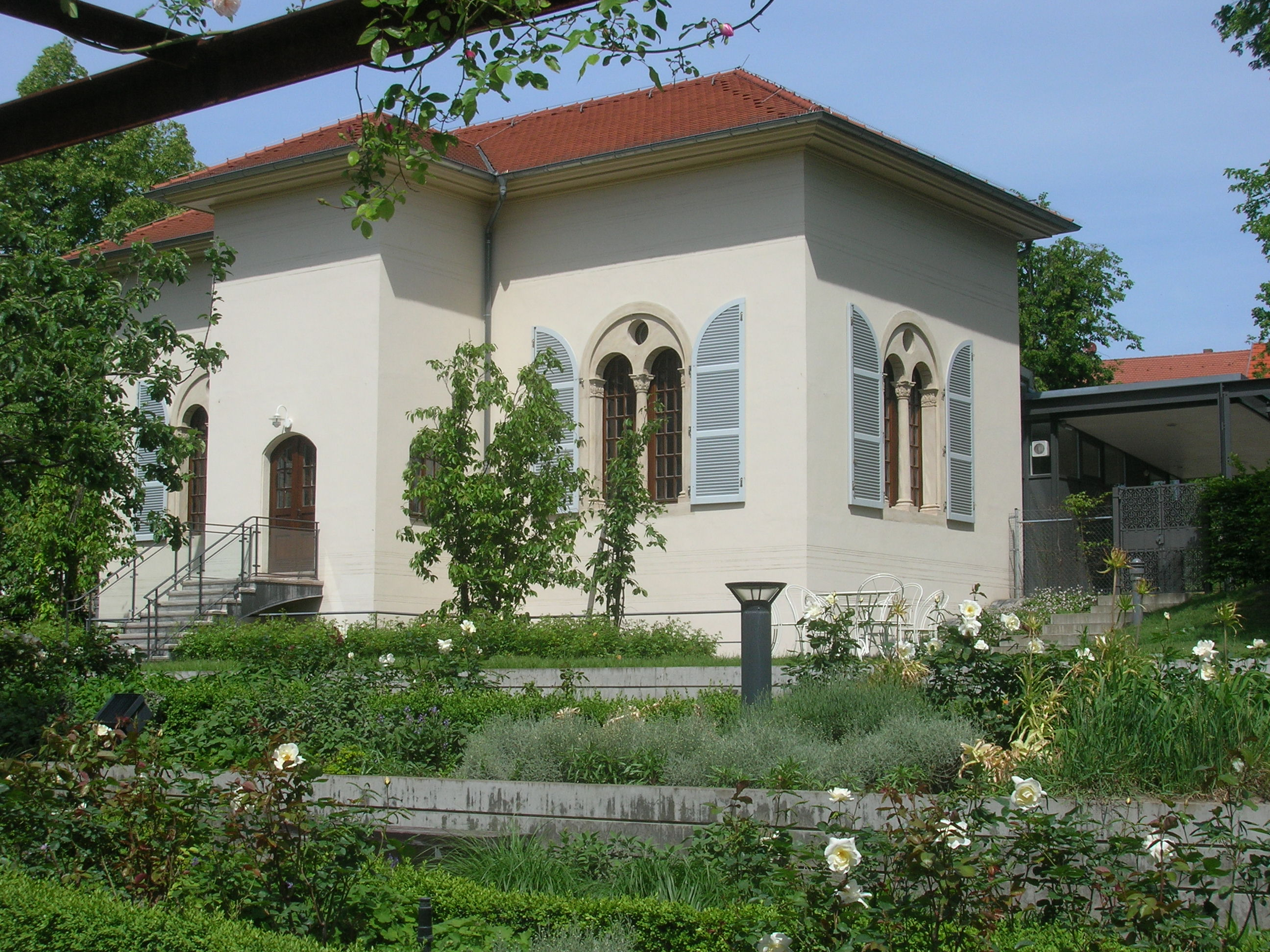
Außenansicht des Hirsvogelsaals

Der Hirsvogelsaal (eigentlich Hirschvogelsaal) ist ein Bauwerk der Frührenaissance in der Hirschelgasse in Nürnberg. Es handelt sich dabei um eine 1534 durch Lienhard III. Hirschvogel, einen Nürnberger Fernhändler, vorgenommene Erweiterung seines gotischen Wohnhauses. Anlass des Baus war seine Heirat mit Sabine Welser aus Augsburg.

## Geschichte
Ein Mitglied der Patrizierfamilie Hirschvogel, Lienhard Hirschvogel, erwarb 1531 ein dreigeschossiges, gotisches, Anwesen mit großem Garten in der Hirschelgasse 21 in Nürnberg und erweiterte es 1534, anlässlich seiner Heirat mit Sabine Welser aus Augsburg und wegen seiner vielfältigen gesellschaftlichen Ambitionen, an der Nordseite um einen rechteckigen Festsaal, den Hirschvogelsaal (Abmessungen 16 × 6,6 Meter). Schon 18 Monate nach der Heirat wurde Sabine Welser von Lienhard Hirschvogel in ihre Heimatstadt zurückgeschickt, weil ihre Familie die vereinbarte Mitgift nicht bezahlte, woraufhin 1539 die Ehe wieder geschieden wurde. Aufgrund der skandalösen Scheidung und der damit verbundenen Schulden musste Lienhard Hirsvogel seine Heimatstadt verlassen.
Nach dem Aussterben der Hirschvogel, im Jahr 1550, kam das komplette Anwesen 1555 an die Behaim, 1570 an die Rieter und 1731/32 an die Fürer. Nach häufigem Besitzerwechsel im 19. Jahrhundert erwarb schließlich die Stadt Nürnberg das Anwesen für 300.000 Mark. Vor der Vernichtung des Hirsvogelsaals im Zweiten Weltkrieg wurde die prachtvolle Innenausstattung, bestehend aus geschnitzten Wandvertäfelungen und dem Deckengemälde Der Sturz des Phaeton, ausgelagert und konnte dadurch gerettet werden. Während die Kunstwerke nach dem Krieg nur unzulänglich im Fembohaus ausgestellt werden konnten, sind sie heute Teil des im Jahr 2000 wiederaufgebauten, nach der auch früher gebrauchten Namensvariante benannten, Hirsvogelsaals. Die zerstörten Bauteile, insbesondere die Steinarbeiten des Kamins, wurden in leicht vereinfachter Weise nachempfunden. Die zwölf Kaiserbüsten römischer Imperatoren sind, obgleich im Krieg ausgelagert, verschollen und müssen als verloren gelten. Sie wurden im Mai 2009 durch an antiken Vorbildern und Renaissancebüsten orientierte Neuschöpfungen der Nürnberger Bildhauer Anke Oltscher und Olaf Bieber ersetzt. Der neue Saal wurde, knapp hundert Meter vom Originalstandort entfernt, im Garten des Tucherschlosses errichtet (Hirschelgasse 9–11). Beim Neuaufbau des Saales wurde die Anordnung des Raumes um 180 Grad gedreht, so dass die Lichtverhältnisse heute anders sind als von Flötner geplant.

## Künstlerische Innenausstattung

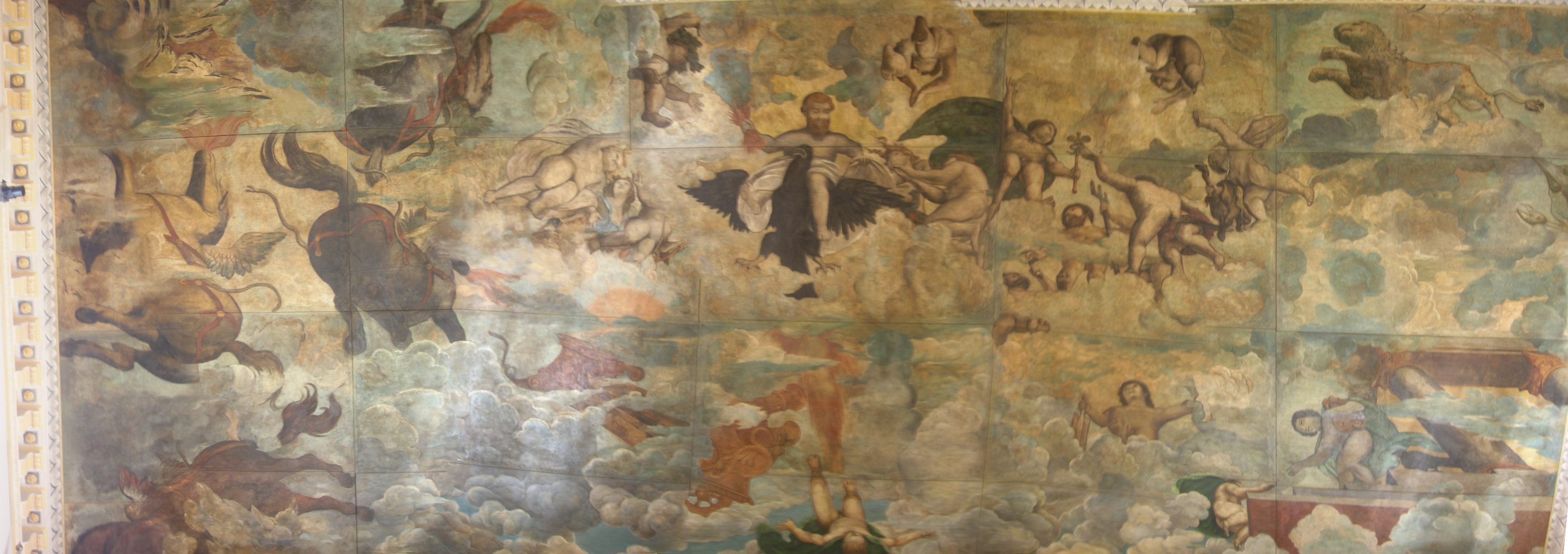
Sturz des Phaeton – Deckengemälde des Hirsvogelsaales von Georg Pencz, bestehend aus 20 Leinwandbildern auf Keilrahmen

Der Saal wurde vom Kunsthistoriker Fritz Traugott Schulz als „die strengste und schönste Schöpfung der ganzen deutschen Frührenaissance bezeichnet“. Von der Raumausstattung sind die reich geschnitzte Wandvertäfelung und der, allerdings nur reduziert wiederhergestellte, steinerne „Kamin“ (der Begriff ist irreführend, denn es handelte sich nie um einen Kamin, sondern um den skulptural besonders gestalteten Gartenausgang) bemerkenswert. Diese dem Nürnberger Künstler Peter Flötner zugeschriebenen Werke stellen die früheste bekannte Wanddekoration dar, die nördlich der Alpen im Stil der italienischen Renaissance geschaffen wurde. Traugott Schulz sieht die Urheberschaft Flötners infolge der starken Übereinstimmung in Aufbau, Ikonografie und handwerklicher Ausführung mit der sicher von Flötner stammenden Vertäfelung der Capella Malvezzi in Bologna als erwiesen an.
Der gesamte Innenraum ist – nur unterbrochen durch den Kamin und die vier großen Saalfenster in florentinischem Architekturstil – von einer nahezu drei Meter hohen Holzvertäfelung umzogen. Den oberen Abschluss der Vertäfelung bildet ein Friesband mit Akanthusblättern, Löwenköpfen und Palmetten. Die Achsen der Vertäfelung sind an der Südwand (heute im Norden) durch Säulen, ansonsten durch Pilaster gegliedert. Die Pilaster zeigen Allegorien zu Landwirtschaft, Handwerk, Jagd und Krieg. In den Sockeln befinden sich dazu jeweils szenische Darstellungen. Die Pilaster an den Stirnwänden zeigen astronomische und nautische Instrumente. Korrespondierend zur Geometrie der Säulen sind über der Vertäfelung zwölf Wandaufsätze angeordnet: Auf einem gemeinsamen Stylobat stehen zwei kannelierte Pfeilervorlagen mit Kapitellen, die ein feingliedriges Gebälk tragen, womit ein großflächiger Bildrahmen entsteht. Oberhalb davon stehen jeweils zwei Obelisken in der Pfeilerachse. Zwischen den Obelisken befanden sich – bis heute verschollene – Terracottabüsten der zwölf ersten römischen Kaiser. Sie waren in chronologischer Reihenfolge umlaufend angeordnet, beginnend mit Julius Cäsar und endend mit Domitianus. Die darunterliegenden Rahmen fassen Ölbilder mit szenischen Darstellungen zum jeweiligen Imperator.
Der steinerne Kamin weist nicht die Höhengliederung der Holzvertäfelung auf. Beidseits der mannshohen Durchgangsöffnung stehen auf flachreliefartigen – heute wegen der formreduzierten Wiederherstellung nicht mehr ornamentierten – Postamenten jeweils zwei Säulen und außenseitig ein Pilaster, die einen Architrav in Stärke und Ornamentierung des Friesbandes tragen. Darüber ruht ein Aufsatzfeld mit einer herausgeschnittenen halbkreisförmigen Lünette, die einen großen Vogel (das Wappentier der Familie Hirschvogel) dramatisch rahmt.
Die gesamte Gliederung baut, wie Joachim Thiel nachgewiesen hat, in allen Teilen auf dem Goldenen Schnitt auf. Die Kunsthistorikerin Christa Schaper schreibt in ihrer Arbeit über den Hirsvogelsaal: “Die erlesenen Pilaster des Hirsvogel-Saales sind zu dem Schönsten zu rechnen, was zur Zeit der Frührenaissance diesseits der Alpen geschaffen wurde.”
Bemerkenswert ist auch das Deckengemälde des Dürer-Schülers Georg Pencz. Es handelt sich dabei um eines der frühesten illusionistisch angelegten Deckengemälde nördlich der Alpen. Es besteht aus 20 Leinwandbildern auf Keilrahmen. Sein bei den damaligen humanistisch gebildeten Patriziern beliebtes Bildthema, der Sturz des Phaeton, sollte vor hochmütiger Selbstüberschätzung warnen.

## Quellen

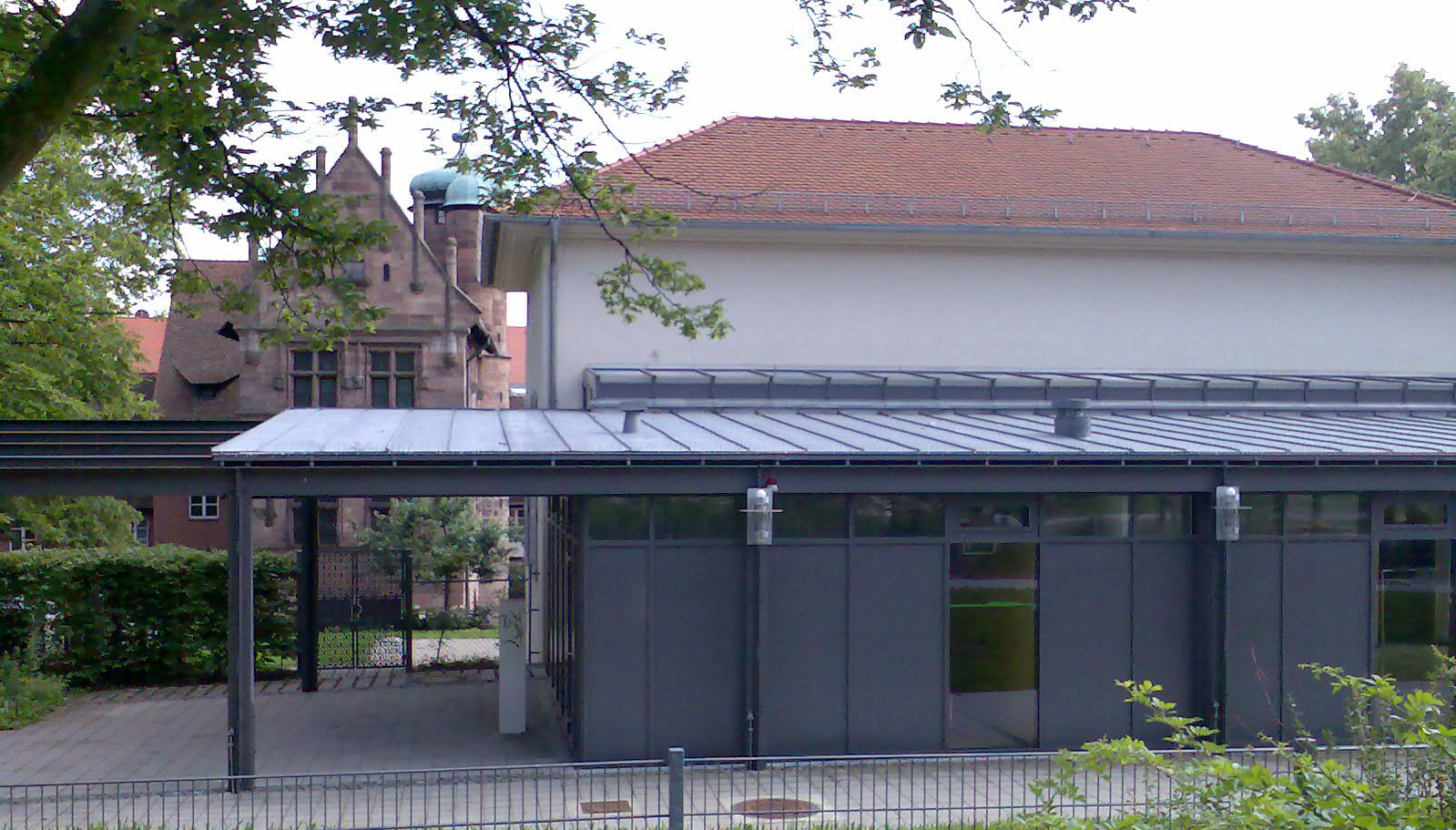
Hirsvogelsaal vor dem Tucherschloss